# ミリャン・ミリャニッチ
ミリャン・ミリャニッチ（セルビア語: Миљан Миљанић / Miljan Miljanić、1930年5月4日 - 2012年1月13日）は、ユーゴスラビア出身のサッカー選手、指導者。元ユーゴスラビアサッカー協会会長。

## 人物
1960年代後半から1970年代前半にかけてレッドスター・ベオグラードの監督としてクラブに黄金時代をもたらした名将。レッドスターで10個のタイトルを獲得し、レアル・マドリードでは1974-75シーズンにリーグ、カップの二冠を達成。教え子にビセンテ・デル・ボスケやホセ・アントニオ・カマーチョがいる。
ユーゴスラビア代表監督としてはFIFAワールドカップ2大会（1974年西ドイツ、1982年スペイン）で指揮を執った。
実子のミロシュもエルサルバドルリーグのいくつかのクラブで監督を務めている。
2012年1月13日、母国のセルビア・ベオグラードにて、長い闘病生活の末に生涯を終えた。81歳没。

## 脚註
1. ↑  Former Yugoslavia coach Miljanic, 81 GMA News 2012-1-14